# خلية أمشاج
خلية الأمشاج هو عضو أو خلية تُنتج فيها الأمشاج الموجودة في العديد من الطلائعيات متعددة الخلايا والطحالب والفطريات والنابتات العرسية للنباتات. على عكس تكوين الأمشاج في الحيوانات فإن للأمشاج هنا بنية أحادية الصيغة الصبغية ولا ينطوي تكوينها على الانقسام المنصف.